# Polycirrus pumilus
Polycirrus pumilus är en ringmaskart som beskrevs av Hartmann-Schröder 1990. Polycirrus pumilus ingår i släktet Polycirrus och familjen Terebellidae. Inga underarter finns listade i Catalogue of Life.